# Kolarstwo na Letnich Igrzyskach Olimpijskich 1956
Kolarstwo na Letnich Igrzyskach Olimpijskich 1956 w Melbourne rozgrywane było w dniach 3 – 6 grudnia. Trasa wyścigu szosowego liczyła 187,73 km. W drużynowym wyścigu na szosie startowały reprezentacje liczące czterech kolarzy. Po raz pierwszy o kolejności drużyny nie decydował łączny czas trzech najlepszych z danego zespołu, a zajęte przez nich miejsca, które następnie sumowano. Na kolejnych igrzyskach format ten zastąpiono drużynową jazdą na czas. W konkurencjach kolarskich w Melbourne Polacy nie startowali. We wszystkich konkurencjach kolarskich wystartowało łącznie 161 zawodników z 30 państw.

## Medaliści
| Konkurencja                             | Złoto                                                          | Srebro                                                       | Brąz                                                               |
| kolarstwo szosowe                       |                                                                |                                                              |                                                                    |
| Wyścig indywidualny ze startu wspólnego | Ercole Baldini                                                 | Arnaud Geyre                                                 | Alan Jackson                                                       |
| Wyścig drużynowy ze startu wspólnego    | Francja · Arnaud Geyre · Maurice Moucheraud · Michel Vermeulin | Wielka Brytania · Alan Jackson · Stan Brittain · Bill Holmes | Niemcy · Horst Tüller · Gustav-Adolf Schur · Reinhold Pommer       |
| kolarstwo torowe                        |                                                                |                                                              |                                                                    |
| Sprint                                  | Michel Rousseau                                                | Guglielmo Pesenti                                            | Dick Ploog                                                         |
| Tandemy                                 | Australia · Ian Browne, Tony Marchant                          | Czechosłowacja · Ladislav Fouček, Václav Machek              | Włochy · Giuseppe Ogna, Cesare Pinarello                           |
| Wyścig drużynowy na dochodzenie         | Włochy · L. Faggin, V. Gasparella, · A. Domenicali, F. Gandini | Francja · M. Vermeulin, J. Lecante, · R. Bianchi, J. Graczyk | Wielka Brytania · D. Burgess, M. Gambrill, · J. Geddes, T. Simpson |
| 1 km na czas                            | Leandro Faggin                                                 | Ladislav Fouček                                              | Jimmy Swift                                                        |

### Kolarstwo szosowe

#### Wyścig ze startu wspólnego – indywidualnie
| Miejsce | Państwo         | Zawodnik           | Czas      |
| ------- | --------------- | ------------------ | --------- |
| 1.      | Włochy          | Ercole Baldini     | 5:21:17 h |
| 2.      | Francja         | Arnaud Geyre       | 5:23:16 h |
| 3.      | Wielka Brytania | Alan Jackson       | 5:23:16 h |
| 4.      | Niemcy          | Horst Tüller       | 5:23:16 h |
| 5.      | Niemcy          | Gustav-Adolf Schur | 5:23:16 h |
| 6.      | Wielka Brytania | Stan Brittain      | 5:23:40 h |
| 7.      | Włochy          | Arnaldo Pambianco  | 5:23:40 h |
| 8.      | Francja         | Maurice Moucheraud | 5:23:40 h |

#### Wyścig ze startu wspólnego – drużynowo
| Miejsce | Państwo         | Zawodnicy                                                 | Wynik         |
| ------- | --------------- | --------------------------------------------------------- | ------------- |
| 1.      | Belgia          | Arnaud Geyre Maurice Moucheraud Michel Vermeulin          | 22 (2+8+12)   |
| 2.      | Wielka Brytania | Alan Jackson Stan Brittain Bill Holmes                    | 23 (3+6+14)   |
| 3.      | Niemcy          | Horst Tüller Gustav-Adolf Schur Reinhold Pommer           | 27 (4+5+18)   |
| 4.      | Włochy          | Ercole Baldini Arnaldo Pambianco Dino Bruni               | 36 (1+7+28)   |
| 5.      | Szwecja         | Lars Nordwall Karl-Ivar Andersson Roland Ströhm           | 47 (10+17+20) |
| 6.      | ZSRR            | Anatolij Czerepowicz Mykoła Kołumbet Wiktor Kapitonow     | 63 (15+16+32) |
| 7.      | Belgia          | Norbert Verougstraete Gustaaf De Smet Frans Van Den Bosch | 89 (23+24+42) |
| 8.      | Kolumbia        | Ramón Hoyos Pablo Hurtado Jaime Villegas                  | 92 (13+39+40) |

Rezultaty tej konkurencji ustalono na podstawie sumy miejsc trzech najlepszych zawodników z danego kraju w wyścigu indywidualnym ze startu wspólnego. Wygrywa drużyna z najmniejszą sumą miejsc. 

### Kolarstwo torowe

#### Sprint
| Miejsce | Państwo           | Zawodnik          |
| ------- | ----------------- | ----------------- |
| 1.      | Francja           | Michel Rousseau   |
| 2.      | Włochy            | Guglielmo Pesenti |
| 3.      | Australia         | Dick Ploog        |
| 4.      | Nowa Zelandia     | Warren Johnston   |
| 5.      | Stany Zjednoczone | Jack Disney       |
| 5.      | Czechosłowacja    | Ladislav Fouček   |
| 5.      | ZSRR              | Borys Romanow     |
| 5.      | ZPA               | Tommy Shardelow   |

#### Tandemy
| Miejsce | Państwo           | Zawodnicy                        |
| ------- | ----------------- | -------------------------------- |
| 1.      | Australia         | Ian Browne Tony Marchant         |
| 2.      | Czechosłowacja    | Ladislav Fouček Václav Machek    |
| 3.      | Włochy            | Giuseppe Ogna Cesare Pinarello   |
| 4.      | Wielka Brytania   | Peter Brotherton Eric Thompson   |
| 5.      | Francja           | Robert Vidal André Gruchet       |
| 5.      | Nowa Zelandia     | Ritchie Johnston Warren Johnston |
| 5.      | Stany Zjednoczone | Jim Rossi Donald Ferguson        |
| 5.      | ZPA               | Raymond Robinson Tommy Shardelow |

#### Drużynowo na dochodzenie
| Miejsce | Państwo         | Zawodnicy                                                                |
| ------- | --------------- | ------------------------------------------------------------------------ |
| 1.      | Włochy          | Leandro Faggin Valentino Gasparella Antonio Domenicali Franco Gandini    |
| 2.      | Francja         | Michel Vermeulin Jean-Claude Lecante René Bianchi Jean Graczyk           |
| 3.      | Wielka Brytania | Don Burgess Mike Gambrill John Geddes Tom Simpson                        |
| 4.      | ZPA             | Jimmy Swift Bobby Fowler Abe Jonker Jan Hettema                          |
| 5.      | Belgia          | André Bar Gustaaf De Smet François De Wagheneire Guillaume Van Tongerloo |
| 5.      | Czechosłowacja  | Jaroslav Cihlář Jiří Opavský Jiří Nouza František Jursa                  |
| 5.      | Nowa Zelandia   | Warwick Dalton Donald Eagle Lionel Kent Neil Ritchie                     |
| 5.      | ZSRR            | Wiktor Iljin Wołodymyr Mitin Rostisław Cziżikow Eduard Gusiew            |

#### 1 km na czas
| Miejsce | Państwo         | Zawodnik        | Czas       |
| ------- | --------------- | --------------- | ---------- |
| 1.      | Włochy          | Leandro Faggin  | 1:09.8 min |
| 2.      | Czechosłowacja  | Ladislav Fouček | 1:11.4 min |
| 3.      | ZPA             | Jimmy Swift     | 1:11.6 min |
| 4.      | Australia       | Warren Scarfe   | 1:12.1 min |
| 5.      | Wielka Brytania | Alan Danson     | 1:12.3 min |
| 5.      | ZSRR            | Borys Sawostin  | 1:12.3 min |
| 5.      | Urugwaj         | Luis Serra      | 1:12.3 min |
| 8.      | Nowa Zelandia   | Warwick Dalton  | 1:12.6 min |

## Klasyfikacja medalowa zawodów
| #  | Reprezentacja              | Złoto | Srebro | Brąz | Razem |
| -- | -------------------------- | ----- | ------ | ---- | ----- |
| 1. | Włochy                     | 3     | 1      | 1    | 5     |
| 2. | Francja                    | 2     | 2      | 0    | 4     |
| 3. | Australia                  | 1     | 0      | 1    | 2     |
| 4. | Czechosłowacja             | 0     | 2      | 0    | 2     |
| 5. | Wielka Brytania            | 0     | 1      | 2    | 3     |
| 6. | Niemcy                     | 0     | 0      | 1    | 1     |
|    | Związek Południowej Afryki | 0     | 0      | 1    | 1     |